# Ultimate Mystery
Ultimate Comics: Doomsday — коллекция произведений метасерии из трех частей и четырёх выпусков ограниченной серии комиксов, опубликованной Marvel Comics. Все три серии Ultimate Comics Enemy (рус. Идеальный Враг), Ultimate Mystery (рус. Непостяжимая тайна), Ultimate Comics Doom (рус. Судный День). Воспроизводено Ultimate Marvel, создатель Брайан Майкл Бендис, художник комикса Рафа Сандоваль.

## История публикаций
Бендис обсудил идею рассказа и проблемы с которыми он приносит:

Я чувствую ту же боль, что Уоррен Эллис должно быть, чувствовал в то время как выходил его комикс Ultimate Galactus Trilogy. Это очень многое в том же ключе, где это большой тайной, и вы не хотите взорвать выявить.

## Сюжет

### Идеальный Враг
Таинственный враг направляет пришельцев не только на известных супергероев, но и на важные мозговые центры такие как Корпорацию Роксон и Здание Бакстера (штаб-квартиру Фантастической Четвёрки). Рид Ричардс становится первой жертвой нападения. Женщина-паук, тайно следившая за корпорации Роксон где её создали, спасает ученых, затем сама чуть не подвергается атаки пришельца. В это время инопланетное существо направилось к дому Человека-паука. Но благодаря Бобби Дрейку, живущий в доме Паркеров, и Фантастической четвёрки тетя Мэй и Гвен Стейси были спасены. Но Питер не может находиться рядом с близкими, пока не узнает, кто на самом деле стоит за нападение. Покинув дом, он вынужден сотрудничать вместе со своим женским клоном. Тем временем после стычки с инопланетянином, Бен Гримм трансформируется в сверхчеловека. Оставшаяся Фантастическая Четверка объединяется с Ником Фьюри и Кэрол Дэнверс, новым директором «ЗАЩИТЫ».

### Непостижимая тайна
Молодой супергерой Рик Джонс помогает Фантастической Четверки нейтрализовать мутировавшего Капитана Марвела, но сам юноша время битвы, случайно переносит себя и Невидимую Леди в проект «Пегас», где она узнает личность загадочного врага… это Рид Ричардс. А в это время, Джессика Дрю проникает в «Роксон Иданстриз» как доктор Джулия Карпентер, но Роксон нанимают команду ученых, которые вычисляет её. Рид признается в своих злодеяниях перед бывшей девушкой и во время битвы почти убивает её. Но еле живая Невидимая Леди, отправляется к своим друзьям, сказать что за всем этим самим стоит Рид.

### Судный День

Комикс Ultimate Comics Doom / Судный День # 2. Человек-паук и Джессика Дрю совершают побег из здания Роксона

Сьюзен оказывается на грани смерти, но доктора «ЗАЩИТЫ» спасают её. Невидимая Леди предупреждает всех, что будет вторая атака и пытается найти в «ЗАЩИТЕ» все данные о Риде. Тем временем, команда Роксона хватает Джессику, и она узнает, что они работают на ее создателя — Доктора Октопуса. Но девушку спасает сам Человек-паук, и они вместе сбегают. Рид Ричардс начинает вторую волну нападений на Здание Бакстера, Роксон Индастриз и штаб-квартиру «ЗАЩИТА». Невидимая Леди спасает свою команду а вместе с ними двух агентов «ЗАЩИТЫ», Капитана Марвела и Рика Джнса. Человек-паук и его женский клон спасают выживших сотрудников, включая Доктора Октавиуса, но его команда погибает в здание. В это время Рик Джонс и Человек-факел прибыли к разрушенному зданию Роксон Индастриз за частичкой ДНК инопланетного существа, и информируют Человека-Паука и Женщину-Паук о Ричардсе. Доктор Октавиус хочет оказать помощь им. Спустя некоторое время, все супергерои перемещаются в Негативную Зону, где уничтожают оборудование и инопланетную армию Рида, но Ричардса не удается схватить. Из-за землетрясение герои покидают базу Рида, но бывший лидер Фантастической Четверки остается в живых. По пути домой Кэрол Дэнверс предлагает женскому клону Человека-Паука должность агента «ЗАЩИТА», позже обе девушки задерживают Доктора Октавиуса, который добровольно сдается, в обмен на его сотрудничество с «ЗАЩИТОЙ». Тем временем Невидимая Леди признается своих чувствах Бену Гримму, сделав ему предложение руки и сердца.

## Главные герои
- Сьюзан Шторм/Невидимая Леди — бывший член команды Фантастическая четверка и девушка Рида Ричардса, с которым рассталась после Ультиматума. После атаки на Здание Бакстера, Сью с помощью Рика Джонса отправляется в Пегас и там узнает личность врага Рида Ричардса, который инсценировал свою гибель.
- Джессика Дрю/Женщина-паук/Джулия Карпентер — женский клон Питера Паркера. Последние время следила за Роксон Индастриз, где её и создали. Была свидетелем атаки инопланетным существом на Роксон. Позже объединилась с Человеком-пауком, чтобы узнать кто, стоит за инопланетным вторжением. Внедряется в Роксон, став её сотрудником под именем Джулия Карпентер. После уничтожение инопланетной базы, Джессика становится агентом Щ. И. Т.
- Бен Гримм/Бывший Существо — раньше был Существом но позже трансформировался в сверхчеловека. Бывший член команды Фантастическая четверка и друг детства Рида Ричардса. Также испытывает чувства к Сьюзан Шторму.
- Джонни Шторм/Человек-факел — брат Сьюзан Шторм и один из бывших участников команды Фантастическая Четверка. Когда Джонни узнал, что Рид почти убил его сестру, он желал ему отомстить, обжег ему половину лица.
- Питер Бенджамин Паркер/Человек-паук — юный борец с преступностью. После нападения пришельца на его дом, он объединяется со своим женским клоном — Джессикой Дрю, чтобы узнать, кто загадочный враг.
- Ник Фьюри — бывший директор Щита. В конце выясняется, что левый глаз, который прикрыт повязкой, может стирать память.
- Кэрол Денверс — новый директор организации Щ. И.Т..
- Рик Джонс/Нова — мальчик с суперспособностями.
- Капитан Марвел — был превращён в монстра, но излечился.
- Бобби Дрейк/Человек-лёд — один из выживших участников Людей-Икс после Ультиматума. Живёт в доме Паркеров.

## Враги
- Рид Ричардс/Мистер Фантастик — бывший лидер команды Фантастической четвёрки. В детстве на него жутко орал отец, из-за того что Рид создавал различное оборудование из техники, которые находились дома. А в школе его избивали. Это и вызвало ненависть к человечеству. В конце Рид парит в космосе, но не умирает.
- Мозговая команда Роксон — группа талантливых людей, которым было поручено выяснить причину инопланетного вторжение на их корпорацию Роксон. В команде состоят девушка детектив Мисти Найт, доктора и ученые Лайла Миллер, Арним Зола III, Сэмюель Стернс а также Натаниель Эссекс. На самом деле группой руководит Доктор Октопус.
- Доктор Октопус — один из главных врагов Человека-паука и создатель Женщины-паука. Является лидером Мозговой Команды, которые смогли поймать для него Женщину-паук. Но после того, как Питер и Джессика спасли ему жизнь, он помогает им в борьбе с Ридом Ричардсом.

## Коллекционные издания
Вся серия собрана в следующих твердый переплет объём:
| Title                     | Material collected                                           | ISBN               |
| ------------------------- | ------------------------------------------------------------ | ------------------ |
| Ultimate Comics: Doomsday | Ultimate Enemy #1-4 Ultimate Mystery #1-4 Ultimate Doom #1-4 | ISBN 0-7851-4776-4 |